# Левадне (Молочанська міська громада)
Лева́дне — село в Україні, у Молочанській міській громаді Пологівського району Запорізької області. Населення становить 232 особи. До 2020 орган місцевого самоврядування — Долинська сільська рада.

## Географія
Село Левадне розташоване на лівому березі річки Молочна, вище за течією на відстані 1 км розташоване місто Молочанськ, нижче за течією на відстані 1,5 км розташоване село Долина. Річка в цьому місці звивиста, утворює лимани, стариці й заболочені озера. Через село проходить автомобільна дорога Р85, поруч проходить залізниця, станція Молочанськ за 5 км.

## Історія
- 1845 — дата заснування як село Тигенгаген.
- До 1871 року село входило в Молочанський менонітський округ Бердянського повіту.[1]
- В 1945 році перейменоване в село Левадне.
- 12 червня 2020 року, відповідно до Розпорядження Кабінету Міністрів України від № 713-р «Про визначення адміністративних центрів та затвердження територій територіальних громад Запорізької області», увійшло до складу Молочанської міської громади[2].
- 19 липня 2020 року, в результаті адміністративно-територіальної реформи та ліквідації Токмацького району, селище увійшло до складу Пологівського району[3].
- 19 квітня 2024 року за словами голови Запорізької ОВА Івана Федорова, ворог завдав 5 авіаційних ударів по Роботиному, Малій Токмачці та Новоандріївці. 32 БПЛА різної модифікації атакували Гуляйполе, Левадне, Роботине, Малу Токмачку, Малинівку і Новоандріївку. ️2 обстріли РСЗВ накрили Левадне і Роботине. ️252 артобстріли завдано по території Гуляйполя, Малої Токмачки, Новоандріївки, Новоданилівки, Роботиного, Левадного та Малинівки[4].

## Населення

### Мова
Розподіл населення за рідною мовою за даними перепису 2001 року:
| Мова       | Кількість | Відсоток |
| ---------- | --------- | -------- |
| українська | 209       | 90.09%   |
| російська  | 23        | 9.91%    |
| Усього     | 232       | 100%     |